# Jatimulya (Pameungpeuk)
Jatimulya is een bestuurslaag in het regentschap Garut van de provincie West-Java, Indonesië. Jatimulya telt 4806 inwoners (volkstelling 2010).